# Lungo e disteso/Pieno di sole
Lungo e disteso/Pieno di sole è un singolo del gruppo musicale italiano I Giganti, pubblicato in Italia nel 1971.

## Tracce
1. Lungo e disteso – 3:25 (Piero De Rossi, Vincenzo Tempera)
2. Pieno di sole – 2:40 (Piero De Rossi, Vincenzo Tempera)

Durata totale: 6:05

## Formazione
- Sergio Di Martino: basso, voce
- Enrico Maria Papes: batteria, voce
- Mino Di Martino: chitarra, voce
- Francesco Marsella: pianoforte, organo, voce